# Belmont Rural
Belmont Rural est une paroisse civile du Herefordshire, en Angleterre.